# Verflucht (Lied)
Verflucht ist ein Lied der Dark-Wave-Band Relatives Menschsein, das die Band 1990 veröffentlichte. Das Stück wurde neben Tempel der größte Erfolg für Relatives Menschsein, ein beständiger Titel im Live-Repertoire und ein Clubhit in der Schwarzen Szene. Es erschien in der Frühphase des Genres Neue Deutsche Todeskunst und gilt als eines der Urstücke des Genres.

## Hintergrund und Veröffentlichungen
Verflucht ist eines der ersten von Relatives Menschsein geschriebenen und aufgenommenen Stücke. Wolfgang A. „Amadeus“ Mödl, Jörg „Jogy“ Wolfgram und Lisa „Lissy“ Mödl hatten sich im Juni 1990 kennengelernt und mit wenig zur Verfügung stehender Hardware an den Wochenenden darauf erst Tempel, später Verflucht aufgenommen. Wolfgram schrieb und arrangierte die Musik. „Lissy“ Mödl verfasste den Text den „Amadeus“ Mödl rezitativ einsprach. Die Aufnahmen gelangten zufällig zu Bruno Kramm, der diese als MC-EP unter dem Titel Moritat über Danse Macabre veröffentlichte. Kramm nahm das Stück auf die im gleichen Jahr veröffentlichte Label-Kompilation Danse Macabre Sampler Part I. Das Stück machte die Band in der schwarzen Szene bekannt und entwickelt sich zu einem Clubhit. Trotzdem polarisierte der Text noch Jahre später. Eine im Sonic Seducer veröffentlichte Kritik zum retrospektiven Album Thanatos nahm direkt Bezug auf den Text.

„Dabei habe ich immer noch nicht das Rätsel gelöst, warrrrummm die Sonne rrrot ist. Vielleicht muß man solche CDs auch mit Humor nehmen, denn sonst würden all jene Klamotten, die ich im Laufe einer Goth Karriere angeschafft habe, in einer Sekunde aus dem Fenster fliegen.“

## Musik und Text
Verflucht wurde im 4/4-Takt und im Grundton a-Moll bei einem Tempo von 197 BpM geschrieben. Markant ist der ausgeprägte Rhythmus eines Bassanschlags und das eingearbeitete Ticken einer Uhr. Das Stück gilt als energiegeladen und tanzbar. Die Musik ist elektronisch und auf den Rhythmus konzentriert. Hohe repetitive Töne bieten eine schlichte Melodie.

„Es wird nicht gesungen, sondern in dramatischer Sprache werden ergreifende Worte der verzweifelten Poesie theatralisch rezitiert. Dazu ein musikalisches Gerüst, das eher zur bebilderten Untermalung dient. Leichte, elektronische Rhythmen und ein tiefer Gitarrenwall in ‚Verflucht‘.“

Inhaltlich ist Verflucht ein Trennungslied. Aus subjektiver Perspektive wird dabei eine ehemals romantisch Verbundene Person verbal angegriffen. So werden der angesprochenen Person verschiedene metaphorische Todesformen gewünscht, diese stehen wie das Ertrinken in Tränen des Hasses im direkten Bezug zu den eigenen Emotionen. Dabei ist der Text um eine exaltierte Sprache bemüht, die sich einer mittelalterlichen sowie künstlerischen bis gekünstelten Ästhetik bemüht.

„Du warst meine Sonne

Niemals mehr sollst Du an meinem Horizont erscheinen

Warum ist mein Himmel schwarz?

Warum ist die Sonne rot?

Und warum schmerzt Dein Lachen?

Ich hasse dich!“